# Thorshavn
Thorshavn (far. Tórshavn) – największe miasto archipelagu Wysp Owczych, jednocześnie jego stolica i siedziba najwyższych władz tego duńskiego terytorium zależnego. Miasto leży na wyspie Streymoy, zamieszkuje je 12 375 osób. Nazwa Thorshavn oznacza po duńsku Port Thora, nordyckiego boga burzy i piorunów. W mieście rozwinął się przemysł spożywczy.

## Geografia

### Położenie
Miasto leży w południowo-wschodniej części wyspy Streymoy. Port przylega do wód cieśniny Nólsoyarfjørður. Najbliższymi miastami są: Argir i Hoyvik, należące do aglomeracji stolicy. Thorshavn położony jest w dużej mierze na nizinie, wyłącznie jego zachodnie osiedla wspinają się na wzniesienie Húsareyn, sięgające ok. 200 metrów nad poziomem morza.

### Klimat
Thorshavn, podobnie jak reszta archipelagu leży w strefie klimatu umiarkowanego, chłodnego, morskiego. Roczne sumy opadów przekraczają tam zawsze 1000 mm, temperatury natomiast dochodzą do ok. 20 °C. Najcieplejszym miesiącem jest zazwyczaj sierpień, kiedy średnie temperatury powietrza przewyższają często 10 °C, najchłodniejszym zaś luty (3–5 °C). Amplitudy są zazwyczaj dość duże, szczególnie zimą, kiedy wynoszą nawet 16 °C. Klimatodiagramy wyglądają pod względem temperatury bardzo podobnie, opady zaś mogą różnić się diametralnie. Przykładem może być porównanie lutego z lat 2001 i 2002, za pierwszym razem ich suma wyniosła 187 mm, tymczasem rok później 103 mm.

## Historia

Tinganes widziany współcześnie

Miasto założone zostało około X wieku, przez zamieszkujących już ziemię Wysp Owczych wikingów. Początkowo miejsce to ważne było ze względu na wiece – zgromadzenia wolnych mężczyzn decydujące o sprawach istotnych dla wspólnoty, zwane Althingami. Wiece odbywały się na terenie małego, skalistego półwyspu, dziś najstarszej dzielnicy Thorshavn – Tinganesie i miały one rozstrzygać spory między mieszkańcami, a także służyć wymianie informacji, bowiem już od najdawniejszych lat ludność archipelagu miała trudności z komunikacją. Spotkania te miały służyć także wymianie towarowej. Nieco później osada stała się punktem handlowym, łączącym resztę świata z Wyspami. Szczególnie korzystał na tym episkopat archipelagu, mający wtedy swą siedzibę w Kirkjubøur.

### Początki

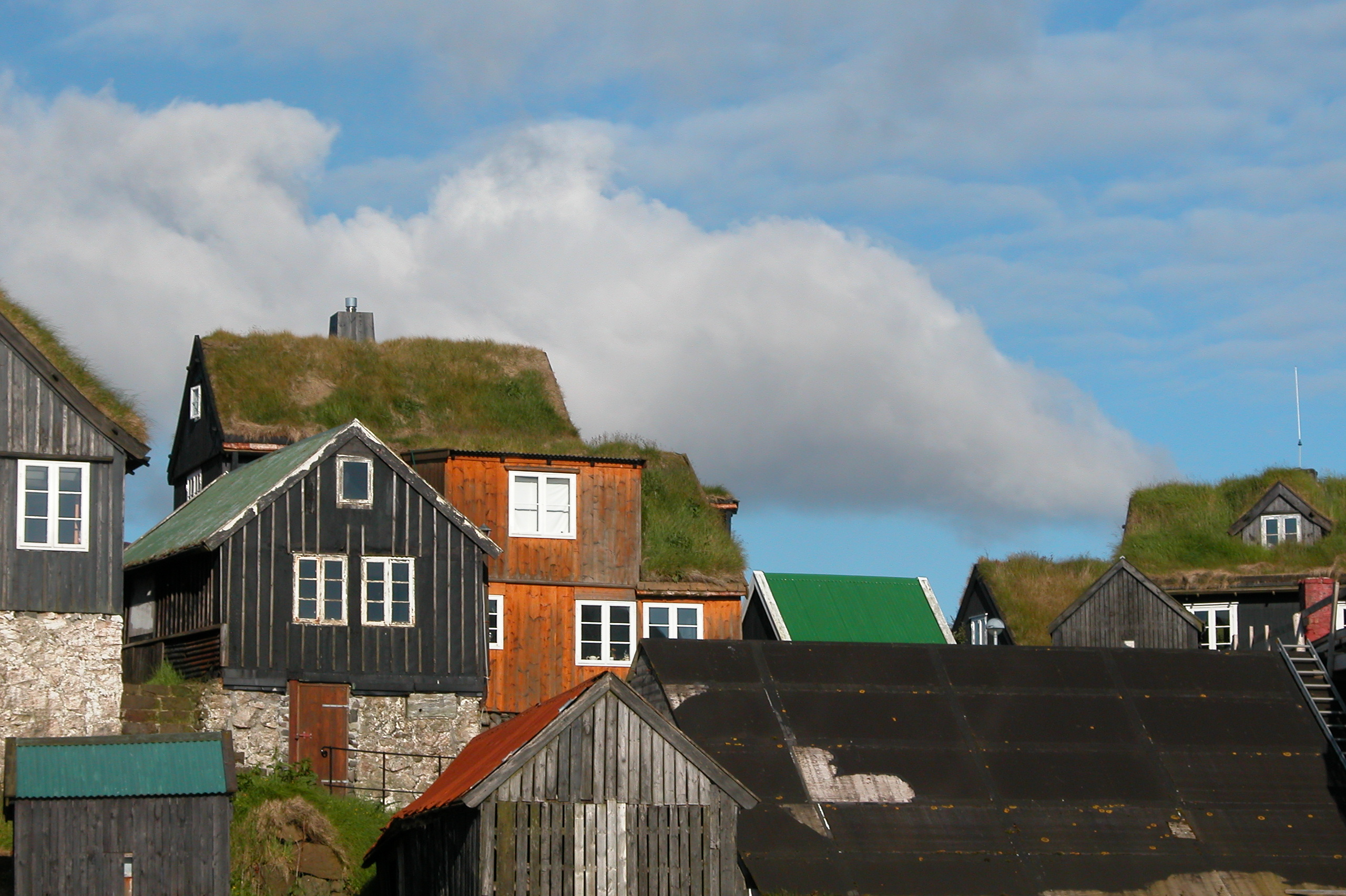
Stare, farerskie domy z trawiastymi dachami

Pierwsze wzmianki o Thorshavn pojawiają się dopiero w końcówce XI wieku, kiedy osada musiała być jeszcze bardzo niewielka i niewykluczone, że nie posiadała stałych mieszkańców. Pierwsze, udowodnione pojawienie się takowych miało miejsce dopiero w XIII wieku, kiedy zbudowany został najstarszy dziś budynek w całym mieście, Munkastovan – siedziba zakonników i prawdopodobnie najważniejsze miejsce duchowe, nie był to jednak kościół. Wiek XIII przynosi też zmiany na arenie politycznej – Wyspy Owcze zostają wcielone do Norwegii w 1271 i usunięty zostaje Althing, a na jego miejsce wprowadza się stały parlament Løgtingið, składający się początkowo z 32 stałych reprezentantów wybieranych przez społeczeństwo. Zmieniło to diametralnie status miasta – odtąd nie zjeżdżali tu już co rok ludzie z całego archipelagu, a jedynie kilku stałych obywateli Thorshavn miało decydować o losach wszystkich Farerczyków.

### XIV wiek
Wiek XIV to dla osady prawdziwy rozkwit. Przekształciła się w spore, regularne targowisko, do którego zaczęła napływać duża liczba nowych mieszkańców. Fakt ten wymógł na władzach osady decyzję o budowie nowych domostw. Do tego celu zatrudniano głównie rzeczonych przybyszów – głównie chłopów islandzkich i norweskich. Już w drugiej połowie XIV wieku powstały pierwsze, typowe do dziś na Wyspach Owczych domy z trawiastymi dachami. Pojawiła się też w tamtym czasie pierwsza, realna groźba zarówno dla mieszkańców miasta, jak i całego archipelagu. Byli to piraci, którzy w tamtym czasie rozpanoszyli się po morzach otaczających Wyspy Owcze, a małe, ale prężnie rozwijające się miasteczko portowe było dla nich wyjątkową zachętą. W związku z pojawieniem się korsarzy postanowiono rozpocząć budowę umocnień, jednak początkowo były to zaledwie wały, przez które łatwo było się przedrzeć napastnikom. Fort z prawdziwego zdarzenia wzniesiono w Thorshavn później.

### Wiek XVI i XVII

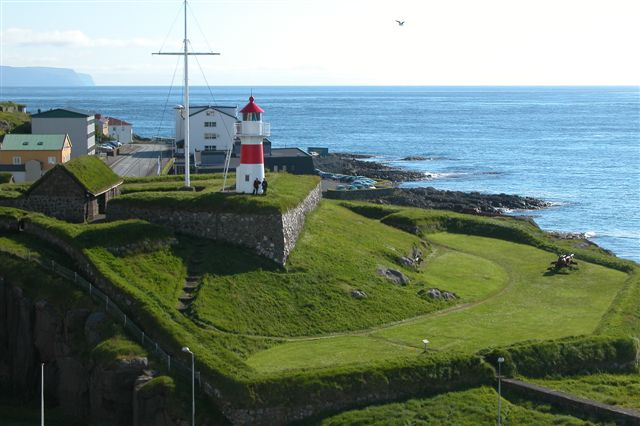
Fort Skansin, w stanie współczesnym

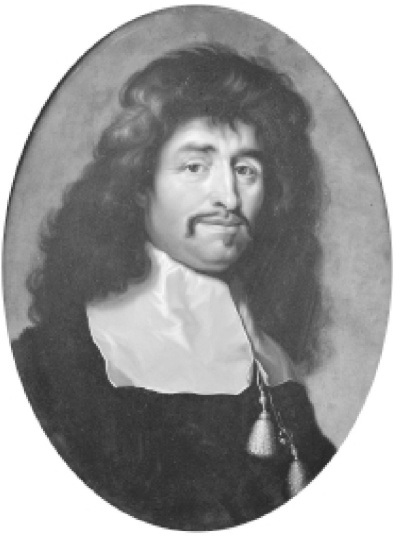
Christoffer Gabel, przedostatni zarządca Wysp Owczych

Budowę pierwszej warowni na Wyspach Owczych zapoczątkowano dopiero w 1580 z inicjatywy Magnusa Heinasona, jednego z ludzi uznawanych przez Farerczyków za swych bohaterów narodowych. Nazwano go Fortem Skansin. Swą funkcję obiekt wypełnił celująco, odstraszając grabieżców jeszcze przez około sto lat. Warownię przebudowano w czasach napoleońskich.
Wiek XVII przyniósł sporo zmian w Thorshavn. Najważniejszą z nich było rozpoczęcie w 1609 panowania hamburskiej dynastii możnowładczej Gabel, która fatalnie wpisała się w historię całego archipelagu. Za jej czasów rozwinęła się korupcja i niemal cała gospodarka uległa rozpadowi. Rządy ich skończyły się równo sto lat później, kiedy Dania postanowiła wydrzeć familii władzę nad Wyspami. Gabelowie rezydowali w Tinganes, przywłaszczając sobie niemal wszystkie budynki dzisiejszej starówki. Istnieje duże prawdopodobieństwo, że to przez nich wybuchł pożar w 1673, który strawił wiele budynków najstarszej dzielnicy.
Te sto lat to jednak nie tylko pożar i pogrążenie gospodarki. To także budowa w 1609 kościoła, ufundowanego z rozkazu króla Danii Chrystiana IV przez norweskiego lorda Bergenshus. Kościół nazwano Úti á Reyni.
Osada w XVII wieku osiąga liczbę 100 mieszkańców.

### Czasy nowożytne

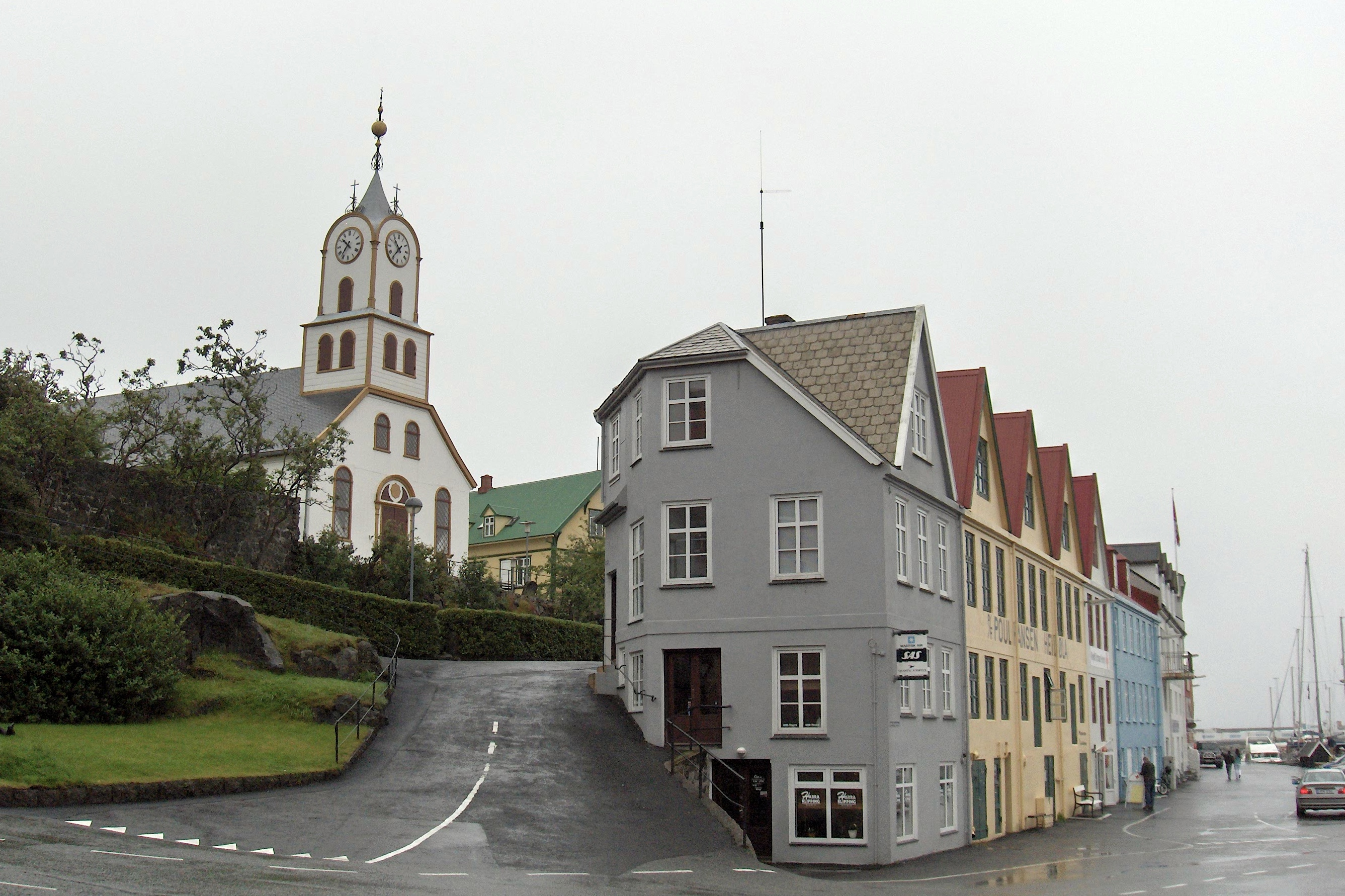
Havnar Kirkja, katedra Wysp Owczych

Wiek XVIII przebiegł na archipelagu spokojnie, odbudowywano głównie zniszczoną przez Gabelów gospodarkę. W 1782 ówczesny premier Wysp Owczych Rasmus Jørgen Winther postanowił rozebrać stary kościół Úti á Reyni, a na jego miejscu zbudować konstrukcję znacznie solidniejszą i większą niż ta z 1609. W 1788 doszło do całkowitej rozbiórki dawnego kościoła, materiały budowlane sprzedano na aukcji, natomiast w pustym miejscu jeszcze w tym samym roku powstał Havnar Kirkja, który dziś pełni funkcję katedry. Kościół gruntownie przebudowano w 1865.

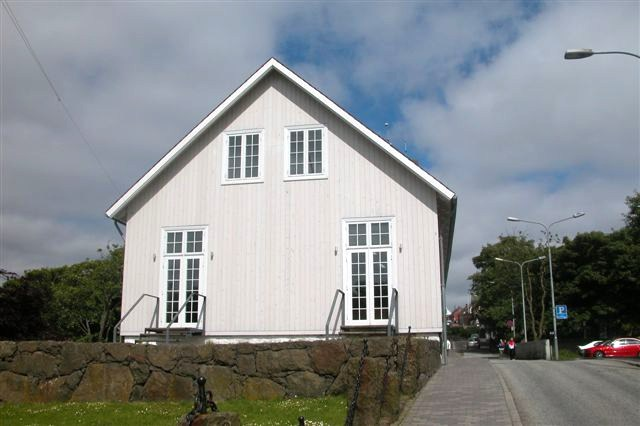
Budynek Løgtingið z 1852

Na samym początku XIX wieku Thorshavn liczyło około 500 mieszkańców. Wtedy też, w 1812 rząd duński postanowił zlikwidować Løgtingið, działający nieprzerwanie od ponad ośmiuset lat. Przywrócono go w 1852, jednak siedziba znalazła się w dzisiejszym centrum miasta, a nie jak wcześniej na starówce.
Kolejnym, bardzo ważnym wydarzeniem dla rozwoju miasta było zniesienie w 1856 duńskiego monopolu handlowego, co spowodowało znaczny wzrost handlu klipfiszami, tj. suszonymi rybami, z których słynął wtedy archipelag. W 1870 zaczął pracę pierwszy punkt pocztowy na Wyspach.
Wiek XX niesie dla Thorshavn wiele zmian. Pierwszą, niezwykle ważną było nadanie praw miejskich w 1909, kiedy liczba ludności przekroczyła 1800 osób. Rozpoczęto też w latach 20. rozbudowę portu, albowiem stary nie był w stanie obsłużyć wzrastających potrzeb i dobrze funkcjonować przy tak dużej liczbie ludności.

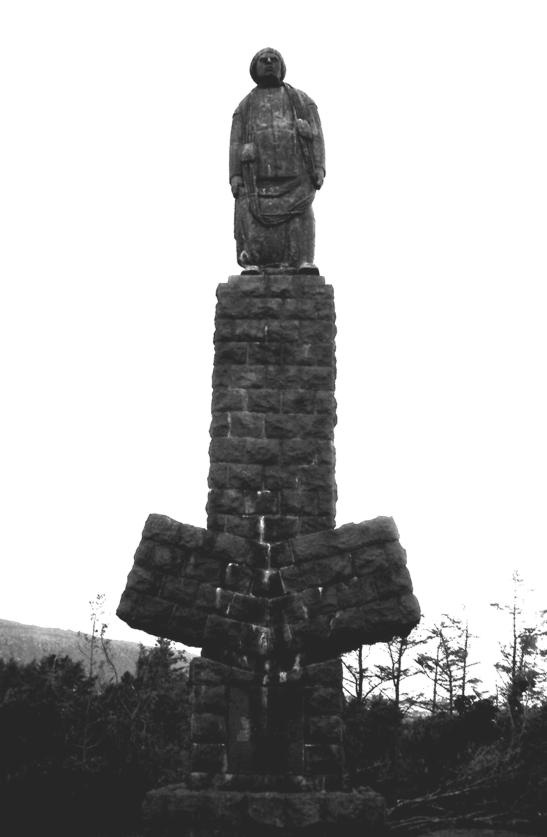
Pomnik ku czci zmarłych rybaków

II wojna światowa okazała się mniej łaskawa da archipelagu od pierwszej. W latach 1939/1945, Wyspy Owcze stały się aliancką bazą na Morzu Norweskim. Fort Skansin przekształcił się w garnizon sił brytyjskich. Niemcy bombardowali Thorshavn kilkakrotnie, czyniąc niewielkie straty materialne. Życie straciło kilku farerskich rybaków, na których cześć władze miasta wzniosły pomnik.
Najważniejszym wydarzeniem XX wieku było wprowadzenie przez władze Danii Zasady Samostanowienia dla Wysp Owczych. Stało się to w 1948. Po raz pierwszy od XIII wieku rząd Wysp Owczych zyskał niemal pełnię władzy w sprawach polityki wewnętrznej, jednakże polityka zagraniczna do dziś pozostaje w gestii duńskiej metropolii. Siedzibę rządu na powrót przeniesiono do dawnego budynku w Tinganes.
W tym czasie nastąpił też gwałtowny wzrost ludności miasta – do 5 tysięcy.
Lata 60. XX wieku to gigantyczny rozwój gospodarczy i infrastrukturalny Thorshavn. Powstaje bardzo wiele szkół, nowych dróg oraz hoteli, nastąpił też rozrost terytorialny. Po trzydziestu latach rozrost został gwałtownie zahamowany przez kryzys gospodarczy, jaki nawiedził Wyspy Owcze. Splajtowało wtedy wiele przetwórni rybnych, gdyż ceny ich artykułów na rynku światowym drastycznie spadły. Bezrobocie wzrosło do ok. 20% populacji w wieku produkcyjnym. Rząd farerski musiał powziąć odpowiednie kroki: zwrócił się o pomoc do Danii. Ta chętnie jej udzieliła, modernizując farerskie prawo i wprowadzając duże cięcia budżetowe. W końcu lat 90. sytuacja gospodarcza archipelagu ustabilizowała się i Thorshavn znów stał się ekonomiczną potęgą Wysp.
Na początku XXI wieku populacja miasta sięgnęła już powyżej 10 tysięcy, a wedle spisu ludności z 2006 Thorshavn miało zamieszkiwać 12 626 osób.

## Demografia

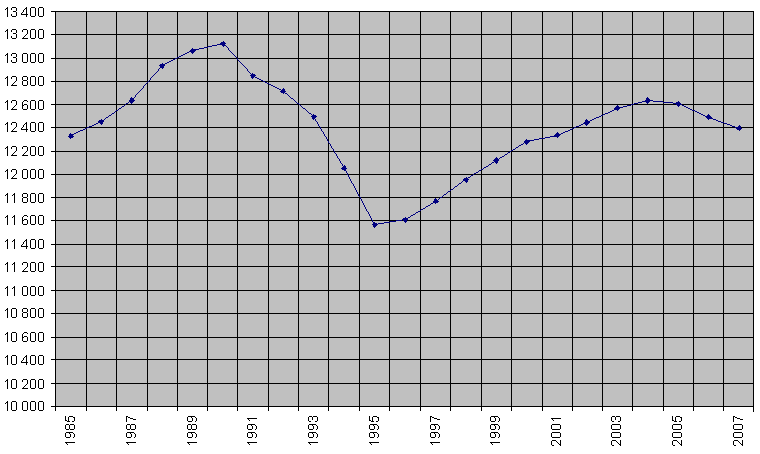
Populacja miasta (1985–2007)

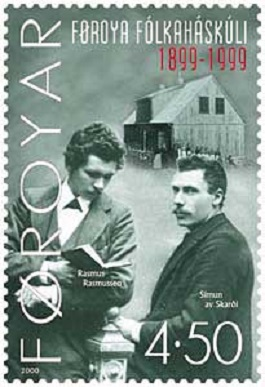
Znaczek wydany w stulecie Fólkaháskúlin

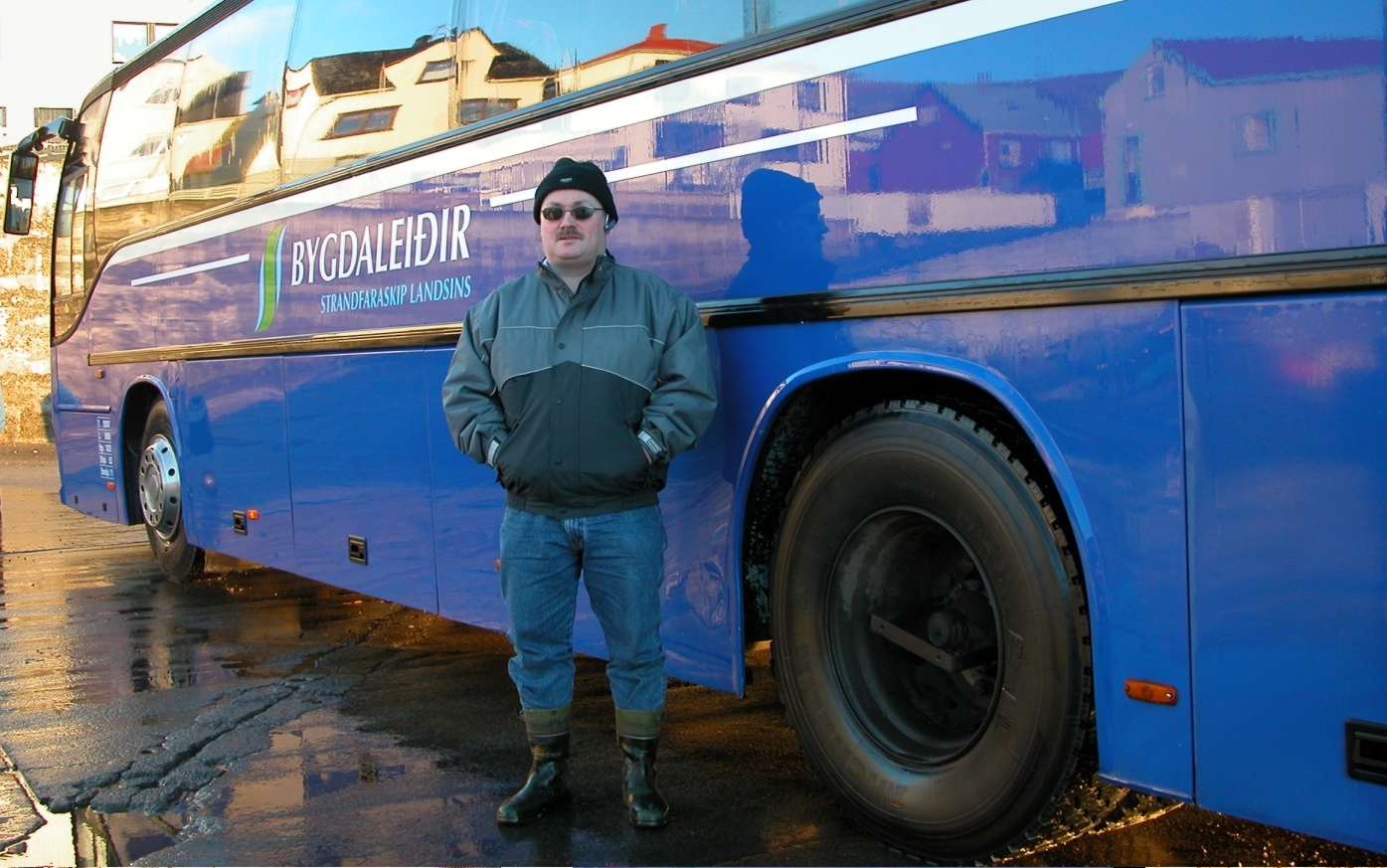
Niebieski autobus Bygdaleiðir

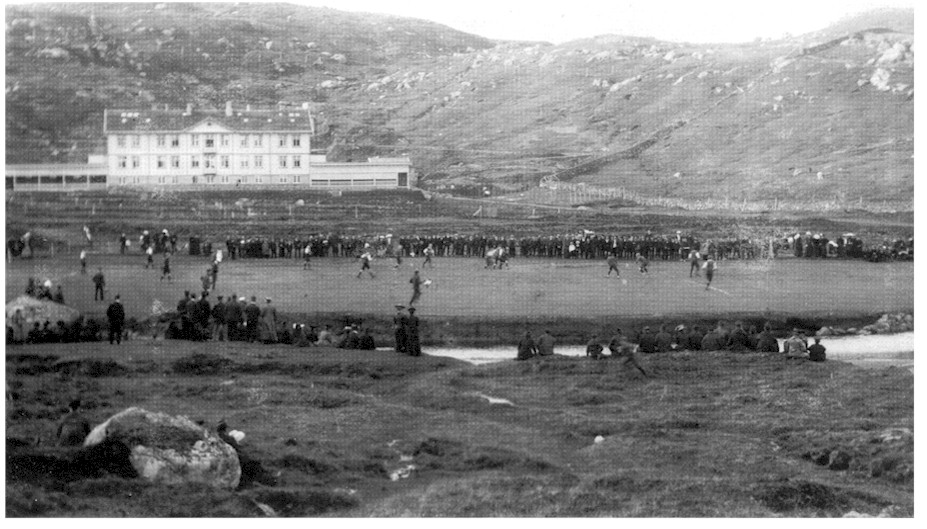
Gundadalur w 1909

Ludność Thorshavn to w większości Farerczycy, jednak liczna jest też grupa mniejszości duńskiej. Społeczeństwo jest dość młode, najliczniejszą grupę stanowią osoby w przedziale od 10 do 20 roku życia (2007 osób), na drugim miejscu plasują się ludzie w wieku 40-49 (1794), a na trzecim 0-9 (1704). W stosunku do 2006 zanotowano niewielki przyrost ujemny (ok. -0,7%). Apogeum, jeśli chodzi o liczbę mieszkańców miasto osiągnęło w 1990, kiedy populacja wyniosła 13 124 osoby. Od tamtego czasu notuje się skokowe wzrosty i spadki liczby ludności. W przeciwieństwie do całości archipelagu w Thorshavn panuje równowaga płci. Wedle danych z 1 stycznia 2007 stosunek liczby mężczyzn do liczby kobiet wynosi 6198:6195.
Thorshavn posiada własną aglomerację, należą do niej dwa miasta i jedna osada satelicka – Argir, Hoyvík i Hvítanes. Pierwsze i drugie to jedne z największych miast archipelagu. Aglomeracja ma 17 526 mieszkańców.

## Edukacja
Thorshavn jest największym na Wyspach Owczych ośrodkiem edukacyjnym. Tak jak w pozostałych miastach archipelagu wykładowym językiem szkół podstawowych (Fólkaskulin) jest farerski, duński wprowadza się od trzeciej klasy, a angielski od piątej. Prócz licznych szkół podstawowych w Thorshavn działa kilka liceów, a także szkół zawodowych, przygotowujących głównie do pracy w przetwórstwie rybnym. Działają także specjalne placówki, szkolące przyszłe kadry nauczycielskie, personel medyczny oraz rybaków. Istnieje również kilka szkół wyższych, z których najbardziej znaną jest Føroya Fólkaháskúlin, czyli Farerski Uniwersytet Ludowy, który powstał w 1889. Jego twórcą był Símun av Skarði, znany na Wyspach polityk i pisarz, twórca Hymnu Wysp Owczych. Dzisiaj na uniwersytecie wykładane są takie przedmioty jak: język farerski, języki nordyckie, nauki przyrodnicze, matematyka, fizyka, historia oraz teologia. W stolicy mieści się też szkoła muzyczna. Kolejną, bardzo ważną szkołą jest Fróðskaparsetur Føroya, czyli Uniwersytet Farerski. Otworzono go w 1965 pod łacińską nazwą Academia Færoensis, z inicjatywy rządu Wysp Owczych. W szkole są organizowane kursy kultury farerskiej w języku angielskim. Według danych z 2003 do Szkoły Ludowej uczęszczało 17 osób, a na Uniwersytet około 160.

## Transport
Thorshavn, jako główny port Wysp Owczych, ma połączenia promowe z większością wysp tego archipelagu. Tutaj dociera się także spoza granic tego kraju, jeśli wybierze się podróż morską. Jedynym publicznym środkiem transportu są autobusy. Jeżdżą one nie tylko w obrębie miasta, ale przede wszystkim łączą je z poszczególnymi osadami całego archipelagu.
Wewnątrz miasta kursują cztery linie czerwonych autobusów firmy Bussleiðin, łącząc je też z pobliskimi osadami Argir i Hoyvík. Od 2007 firma otworzyła także linię szkolną.
Niebieskie autobusy należą do firmy Bygdaleiðir, a ich zadaniem jest transport pasażerów do pozostałych miast archipelagu. Korporacja stale współpracuje z przewoźnikami promowymi Wysp. W Thorshavn startują trzy linie – 100, 104 oraz 400 docierające odpowiednio do: Kvívík, Kaldbak oraz Fuglafjørður i Leirvík przez Kollafjørður, a także Oyrarbakki.
W Thorshavn istnieje również kilka niewielkich sieci taksówkowych Bil-Mini Taxi, w ofercie których znajduje się transport autobusami oraz taksówkami. Za jej pośrednictwem można także zwiedzić wiele ciekawych miejsc na archipelagu, takich jak miejscowość Kirkjubøur czy Saksun. Istnieje także sieć Havnar Taxi.

## Sport
Największym ośrodkiem sportu jest centrum sportowe Gundadalur umiejscowione opodal serca miasta. Najważniejszym obiektem jest jedno z dwóch narodowych boisk Wysp Owczych – Tórsvøllur, mieszczące 6000 widzów. Oprócz niego znajdują się tam jeszcze dwa inne boiska do piłki nożnej, kryte korty tenisowe, badmintonowe oraz pływalnia. W mieście ma siedzibę kilka klubów piłkarskich, między innymi dwa pierwszoligowe HB Tórshavn i B36 Tórshavn. Jest tu też siedziba jednego z klubów szachowych – Havnar Talvfelag.

## Turystyka

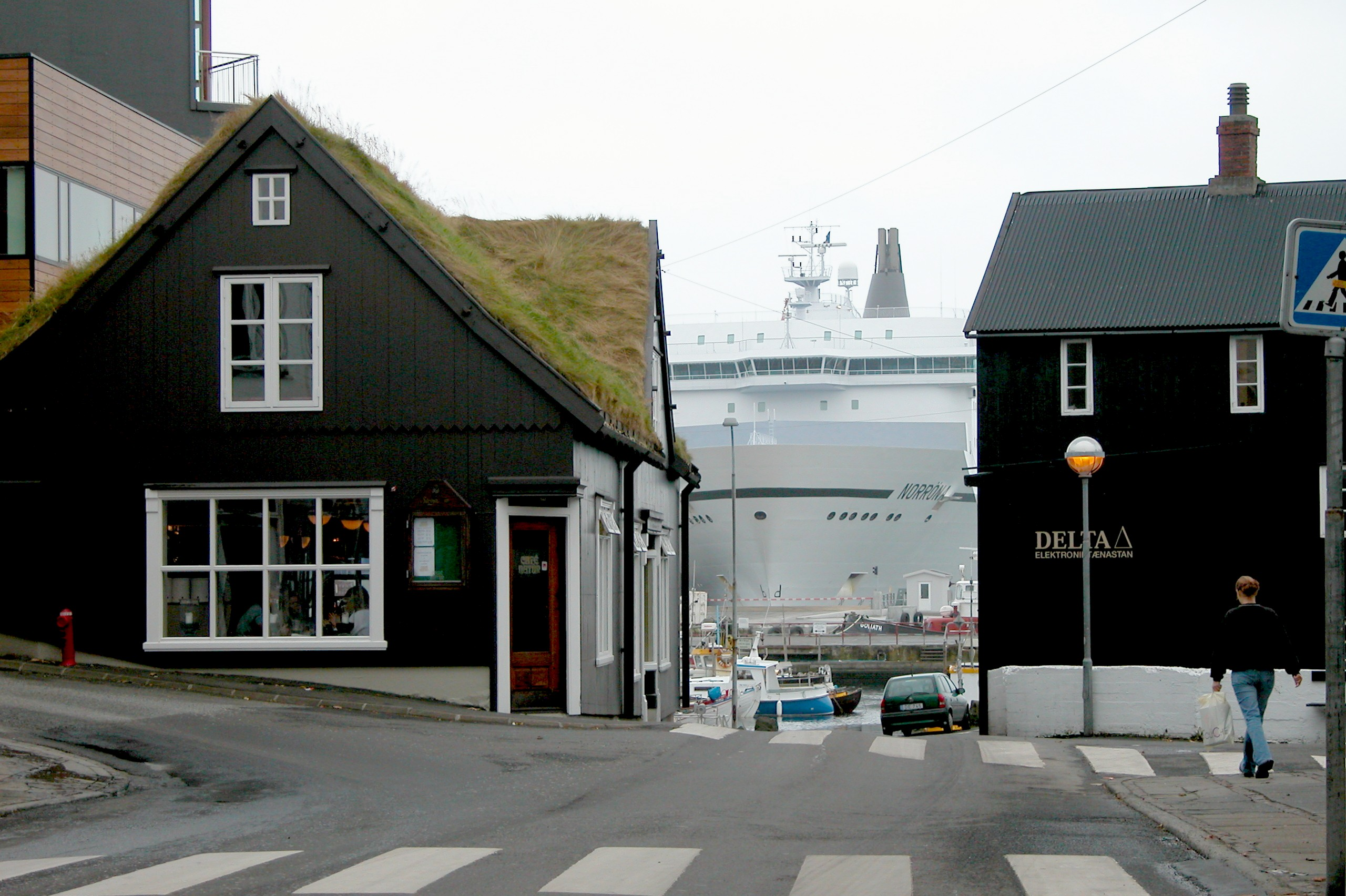
Norröna w Thorshavn

Podobnie jak cały archipelag Wysp Owczych, Thorshavn ostatnimi czasy otwiera się na turystów. Sytuacja ta powstała między innymi przez uruchomienie linii promowej Norröna do Islandii. Prom na dwa dni zostawia przybyszów z Danii w stolicy, wykonując jeszcze trasę do Bergen i Lerwick na Szetlandach. Czas ten można wykorzystać na zwiedzanie okolic, co promują władze miasta Thorshavn. Uruchomiły w tym celu własną informację turystyczną. Jej siedziba znajduje się bardzo niedaleko miejsca, gdzie przybysze wysiadają z promu. Można tam znaleźć informacje na temat ciekawych obiektów w mieście, a także kupić pamiątki z archipelagu. W sezonie letnim prom Norröna przybija do miasta o godzinie 6:00 w poniedziałek po kursie do wybrzeży Norwegii i Szetlandów. Jako że z Thorshavn wypływa dopiero o 18:00 w środę, turyści mają wiele czasu, by zwiedzić stolicę Wysp Owczych, jak również osady położone opodal.
Inną możliwością dotarcia do Thorshavn jest wykupienie biletu na samolot linii lotniczych Atlantic Airways (rodzima linia Wysp Owczych), docierających do portu lotniczego Vágar. Stamtąd do Thorshavn nie jest już daleko, ale piesza podróż może sprawić problemy, gdyż trzeba się przedostać na wyspę Streymoy. Najłatwiej jest przejechać przez nowy tunel, który niemal bezpośrednio doprowadza do stolicy, jednak należy posiadać jakiś pojazd, jeśli chce się z niego skorzystać.

### Ciekawe miejsca

#### Zabytki staromiejskie
Jak na tak niewielkie miasto w Thorshavn istnieje sporo zabytków umiejscowionych w historycznym centrum miasta – Tinganes. Wiele z nich to nie stare zabytki, lecz rekonstrukcje po pożarze, jaki miał miejsce w 1673.
- Munkastovan był w XIII wieku rezydencją mnichów, pierwszych stałych osadników Thorshavn, dziś jest najstarszym obiektem w całym mieście. Tu skupiało się życie religijne miasta zanim zbudowano pierwszy kościół, Úti á Reyni, a więc aż do początków XVII wieku. Munkastovan posiada ciekawą architekturę, jak na farerskie standardy – kamienne, grube mury są połączone zaprawą z palonych muszli morskich. Drewniane elementy siedziby średniowiecznych mnichów odnowiono na przełomie XVIII/XIX wieku.
- Leigubúðin to budynek, w którym zbierano podatki od wyspiarzy, a następnie wysyłano je do Danii, by trafiły do królewskiego skarbca. Pierwsze wzmianki o nim pochodzą z 1619, kiedy był jeszcze, podobnie jak starszy sąsiad Munkastovan, całkowicie kamiennej konstrukcji. Obiekt przetrwał pożar w 1673, a drewnianą nadbudowę stworzono dopiero w 1732.
- Sjóbuðin oraz Vektrabuðin to budynki przylegające do Leigubúðin. Są to wzniesione w XVII wieku dawne składy towarowe. Od południa dobudowany został do nich w 1781 Salurin.
- Reynagarður to dom zbudowany na samym początku lat 30. XVII wieku. Przetrwał szalejący w dzielnicy pożar z 1673, uległ jednak częściowemu zniszczeniu w 1820. Brakujący fragment szybko odbudowano, co spowodowało ciekawą mieszankę stylów – po nowej, północnej części widać dobrze duński styl architektoniczny, podczas gdy część ocalała zachowała stary kanon, właściwy dla Wysp Owczych. Obiekt ten pełnił kiedyś rolę wikariatu.
- Sethúsini jest byłą rezydencją duńskich urzędników kierujących monopolem handlowym królestwa na Wyspach. Budynek został skonstruowany jeszcze w tym samym roku, w którym wybuchł tragiczny pożar na półwyspie Tinganes – 1673. Zespojonym poprzez drewniany łącznik obiektem jest Stokkastovan, zbudowany również tuż po pożodze.
- Skansapakkhúsið to najlepiej widoczny z morza budynek, stojący na samym wierzchołku półwyspu Tinganes. Zbudowany został w 1749. Jego nazwa dosłownie oznacza „sklep” lub „magazyn” i może być myląca dla współczesnych turystów, gdyż budynek służy teraz najczęściej za miejsce obrad rządu Wysp. Najpierw składał się z dwóch kondygnacji, później dobudowano kolejne. Ostatnia modernizacja miała miejsce w 1907.
- Portugálið jest budynkiem przylegającym do Reynagarður. Został wzniesiony w 1762 jako obiekt częściowo murowany, później zaś dobudowano kilka wyższych, całkowicie drewnianych kondygnacji. Na ścianie widnieje monogram Christiana V, króla duńskiego z 1693 z podpisem Frederika Gabela, należącego do rodziny, która swymi rządami zrujnowała gospodarkę Wysp w XVIII wieku.
- Bakkapakkhúsið to przylegający to Leigubúðin budynek, którego nazwę dosłownie tłumaczy się jako „Skład”. Zbudowany został w 1776 na kamiennym fundamencie, zachowując jednak tradycyjną, farerską, drewnianą konstrukcję i trawiasty dach.
- Bryggihúsið, czyli w wolnym tłumaczeniu browar. Zbudowano go w 1776.

#### Kościoły
- Havnar Kirkja, zwany czasami Katedrą Thorshavn, jest świątynią luterańską, podobnie jak wiele innych kościołów na terenie archipelagu. Wybudowany został w 1788 na miejscu poprzedniego, XVII-wiecznego Úti á Reyni. Później w 1865 postanowiono Havrar Kirkja poddać renowacji, co zaowocowało wymianą dachu z trawiastego na łupkowy, a także wzmocnieniem konstrukcji. Ważnym elementem wystroju jest dzwon, należący niegdyś do duńskiego statku, który zatonął w 1707 w zatoce Lambavík u wybrzeży Eysturoy. Dziś kościół pełni rolę katedry, w której rezydują biskupi Wysp Owczych.
- Vesturkirkjan jest najmłodszym kościołem w mieście. Powstał on w 1975 i włączono go do wspólnoty ewangelickiej. Jest świetnie widziany z morza, przez co uznany został za jeden z charakterystycznych obiektów panoramy miasta. Zawdzięcza to swojej strzelistej, trójkątnej wieży, dzięki której przypomina trochę piramidę. Wnętrze kościoła jest zadbane, w większości składa się z drewna. Charakterystycznym elementem są wielkie, nowoczesne organy.
- Mariukirkjan to jedyny katolicki kościół w mieście. Mieści się on w dość sporej odległości od historycznego centrum miasta. Jego historia zaczyna się w 1931, kiedy na Wyspy Owcze przybyła druga misja katolicka z ramienia Franciszkańskich Misjonarzy Maryi. W przeciwieństwie do pierwszej udało jej się odnieść kilka sukcesów, wśród których znalazł się także kościół św. Marii. Wśród zakonników znalazły się także dwie siostry z Polski: Enkrata i Gwalberta. Niewiele później otworzono tam szkołę, a w 1987 kościół podano konserwacji. Obecnie Mariukirkjan należy do diecezji katolickiej obejmujących poza Wyspami Owczymi, Grenlandię oraz Danię. Wśród ludności archipelagu jest w tym momencie około 115 katolików identyfikujących się z 17 narodowościami, w tym kilku Polaków.

#### Muzea
- Norðurlandahúsið, czyli Dom Nordycki, to jeden z najnowocześniejszych budynków całego archipelagu. Pod względem architektonicznym jest to swoiste połączenie tradycyjnych, farerskich aspektów z budownictwem współczesnym. Dach pokryty jest trawą, ale cała konstrukcja składa się głównie ze szkła i stali. Muzeum wzniesione zostało przez niemal wszystkie skandynawskie nacje – Farerczycy zbudowali konstrukcję, szklaną i stalową obudowę Duńczycy, Szwedzi zajęli się elementami drewnianymi, Norwegowie łupkowymi okładzinami, natomiast Finowie wyposażyli wnętrze w meble. Budowę zakończono w 1983, a po otwarciu stał się drugim takim budynkiem na świecie (pierwszy Dom Nordycki znajduje się na Islandii). Zadaniem muzeum jest propagowanie kultury Wysp i innych krajów skandynawskich.
- Føroya Náttúrugripasavn znaczy dosłownie Farerskie Muzeum Historii Naturalnej. Posiada ono kilka oddziałów – geologiczny, zoologiczny oraz botaniczny. Muzeum zajmuje się też historią roślinności, badaniem zwierząt morskich i ptaków, a także wspomaganiem działań w celu odnalezienia ropy naftowej na dnie Oceanu Atlantyckiego.
- Listasavn Føroya to po prostu Farerska Narodowa Galeria Sztuki. Została zbudowana w 1993. Zgromadzono tam wszelkie dzieła sztuki, jakie stworzyli artyści z archipelagu, a szczególnie malarze. Wystawa obejmuje dzieła twórców farerskich uznanych za najwybitniejszych, między innymi najsłynniejszego spośród nich – Sámala Jønsena Mikinesa, a także Wiliama Heinesena czy Ruth Smith. W galerii dużą rolę odgrywa sztuka nowoczesna, zajmując główny hol budynku. Często odbywają się w tym miejscu różnorakie imprezy artystyczne i wystawy sezonowe.

#### Inne obiekty
- Fort Skansin mieści się opodal miejsca cumowania promu Norröna. Wzniesiono go w 1580 dzięki Magnusowi Heinassonowi. Miał on początkowo zabezpieczać port przed piratami, często najeżdżającymi jeszcze do XVII wieku rozwijającą się osadę. W czasach wojen napoleońskich został on zmodernizowany, przez Danię, by ta mogła spokojnie chronić swój monopol handlowy. Z tamtego okresu pochodzą najstarsze armaty fortu. Najważniejszą misję Skansin wypełnił w czasie II wojny światowej, kiedy Niemcy dokonywali nalotów na miasto. Ustawiono tu wtedy kilka dział, a cały fort przejęty został przez dowództwo operacji alianckiej na Wyspach Owczych. Najnowszym elementem tego miejsca jest portowa latarnia morska.
- Park Viðarlundin jest największym, zalesionym obiektem zarówno w Thorshavn, jak i na całym archipelagu. Od XIX wieku Farerczycy usiłują sadzić tu różnorakie drzewa i krzewy, lecz ich los często kończy się fatalnie – szalejące wiatry potrafią zrównać cały park z ziemią. Mieszkańcy miasta są jednak uparci i za każdym razem próbują doprowadzić to miejsce do porządku. Podobnie do nich zachowują się ptaki, które z chęcią zakładają gniazda na drzewach. W parku znajduje się pomnik wystawiony ku czci rybaków, którzy zginęli w trakcie wojny, a także elfki Tariry, jednej z bohaterek opowiadań Wiliama Heinesena. Farerczycy przyrównują posąg do kopenhaskiej syrenki.

### Hotele
- Hotel Føroyar jest czterogwiazdkowym obiektem należącym do korporacji Smyril Line (obsługującej przeprawy morskie na Wyspy Owcze). Budynek umiejscowiony został nieco na uboczu, na wzgórzu wznoszącym się ponad miasto. Rozciąga się stamtąd wspaniały widok, można podziwiać między innymi wyspę Nólsoy. Do centrum miasta z hotelu jest ok. 2 kilometrów. Hotel posiada sklep z pamiątkami, a także wspaniałą restaurację Glasstovan serwującą wszelkie, farerskie potrawy narodowe, między innymi: baraninę czy mięso wielorybie. Hotel Føroyar ma do zaoferowania 106 pokoi wliczając w to 4 apartamenty. W każdym z nich znaleźć można barek, sprawny telefon oraz telewizor. Ma też 8 sal konferencyjnych, darmowy komputer dla gości oraz duży parking.
- Hotel Hafnia to kolejny, czterogwiazdkowy hotel w stolicy Wysp Owczych. Znajduje się on w samym centrum miasta, niedaleko stamtąd do portu i starówki. Z okien wyższych kondygnacji roztacza się widok na całe miasto. Hotel chwali się głównie swą restauracją, w której podawane są głównie morskie przysmaki, wpisane w tradycję archipelagu. Jest tam 38 pojedynczych i 18 podwójnych pokoi, w tym cztery apartamenty. W każdym z nich znajduje się toaleta, radio, telewizor, suszarka do włosów oraz barek. Każdy z gości ma też dostęp do sauny. Hotel posiada także bezpłatny parking, pralnię chemiczną, kantor, przechowalnię pieniędzy i sejfy.
- Hotel Tórshavn jest trzygwiazdkowym hotelem znajdującym się około 30 metrów od centrum miasta. Dobrze widać z niego port. Posiada 26 podwójnych i 12 pojedynczych pokoi, a także 3 apartamenty. Każdy posiada telewizor, telefon, łazienkę oraz dostęp do internetu. Hotel ma też własną restaurację czynną od godziny 7 do 22. Jest tam także pralnia chemiczna, sejfy, przechowalnie bagażu i kantor. Organizowany jest także transport na lotnisko.
- Hotel Streym to kolejny, trzygwiazdkowy hotel w Thorshavn, leżący w centrum miasta. Został założony w czerwcu 2006. Miejsce to oferuje 11 podwójnych i 4 pojedyncze pokoje, każdy z dostępem do telewizji, telefonu i internetu. Hotel posiada własną restaurację. Nieopodal znajduje się jeden z najlepszych centrów sportowych w stolicy Wysp Owczych. Parking przy hotelu jest darmowy.
- Hotel Skansin jest jedynym dwugwiazdkowym hotelem w stolicy archipelagu. Mieści się w cichym miejscu opodal portu, dziesięć minut drogi od centrum miasta. Rozciąga się stamtąd świetny widok na Nólsoy. Hotel posiada 19 pokoi i 2 apartamenty, a także kuchnię, z której mogą korzystać goście. W każdym z pokoi jest telewizor i lodówka.

### Wydarzenia kulturalne
Torshavn organizuje kilka wydarzeń kulturalnych, w tym dwa główne: Ólavsøka i Torshavn Jazz Festiwal.
- Torshavn Jazz Festival – festiwal jazzowy, ludowy i bluesowy odbywa się każdego roku w sierpniu trwające ok. tygodnia, organizowane jest nieprzerwanie od 1983 roku.
- Ólavsøka – coroczne święto narodowe odbywające się w ostatnich dniach lipca. Oficjalna uroczystość zaczyna się od otwarcia parlamentu Løgtingð. To również wydarzenie kulturalno-sportowe z wyścigami łodzi, meczami piłki nożnej, tańcami i wystawami. Wydarzenie ma na celu upamiętnić śmierć św. Olafa.

## Urodzeni w Thorshavn
Stolica Wysp Owczych jest miejscem urodzenia wielu ludzi, którzy zdobyli sobie uznanie zarówno w skali lokalnej, skandynawskiej, a nawet europejskiej. Są to między innymi:
- Niels Finsen – duński lekarz, urodzony w 1860, laureat nagrody Nobla w dziedzinie fizjologii i medycyny za wkład w leczenie chorób przy użyciu wiązki światła (1903). Zmarł w 1904 w Kopenhadze.
- William Heinesen – farerski pisarz, tworzący w języku duńskim, urodzony w 1900. Za swą powieść „Wyspy Dobrej Nadziei” (duń. Det gode håb) otrzymał w 1964 nagrodę literacką Rady Nordyckiej. Gdy w 1981 rozległy się pogłoski, iż może otrzymać literacką nagrodę Nobla, Heinesen napisał do Akademii Szwedzkiej list, w którym zrzekł się swej kandydatury, wyjaśniając to słowami: (...) język farerski stworzył świetną literaturę i byłoby bardzo rozsądnie przyznać Nagrodę Nobla osobie piszącej po farersku. Gdyby przyznano by ją mnie, otrzymał by ją autor, piszący po duńsku, a w rezultacie zadano by cios próbom stworzenia niezależnej kultury farerskiej (...)[7]. Heinesen zmarł w 1991 roku.
- Jørgen-Frantz Jacobsen – pisarz, urodzony w 1900, uznawany za jednego z twórców nowoczesnej literatury farerskiej. Wiele z jego dzieł zostało przetłumaczonych na język angielski. Najbardziej znaną pracą jest powieść „Barbara”. Jacobsen zmarł w duńskim Vejlefjord, 24 marca 1938 roku, po trwającej szesnaście lat gruźlicy.
- Ingálvur av Reyni – ur. 1920, jeden z najbardziej znanych malarzy farerskich. Jego prace często umieszczane są na znaczkach pocztowych z archipelagu. Artysta zmarł w 2005 roku.
- Rói Patursson(inne języki) – ur. 1946, farerski pisarz i filozof, uznawany za jednego z najwybitniejszych twórców literatury farerskiej. W 1986 jako drugi i ostatni do tej pory mieszkaniec Wysp Owczych został odznaczony literacką Nagrodą Rady Nordyckiej za swój zbiór poetycki „Líkasum”.
- Jóanes Nielsen – ur. 1953, poeta farerski. Jego najbardziej znanym dziełem jest dramat „Eitur nakað land week-end?”, nagrodzony w 2002 Nordycką Nagrodą Dramatyczną.
- Heri Joensen (1973), Kári Streymoy (1971) i Terji Skibenæs (1982) – muzycy założonej w 1998 roku grupy Týr. Ich pierwsze płyty wydane zostały przez Tutl, ich rodzimą wytwórnię. W 2006 podpisali oni kontrakt z Napalm Records, dzięki czemu ich najnowsze albumy stały się szerzej dostępne na świecie.

## Miasta partnerskie
- Mariehamn
- Asker
- Garðabær
- Jakobstad
- Eslöv
- Birkerød
- Riolunato
- Reykjavík

### Literatura
- Marcin Jakubowski i Marek Loos, Wyspy Owcze, Szczecin 2003 ISBN 83-913526-3-3.
- Remigiusz Mielcarek, Mikrokraje Europy, Warszawa 2005 ISBN 83-89949-02-4.
- Gunnar Hoydal i inni, Tourist Guide Faroe Islands 2007